# Landry Jones
(en) Statistiques sur pro-football-reference
Landry Jones, né le 4 avril 1989 à Artesia, Nouveau-Mexique est un joueur de football américain évoluant au poste de Quarterback.